# 小砂川站
小砂川站（日语：／ Kosagawa eki */?）是位於秋田縣仁賀保市象潟町，屬於東日本旅客鐵道（JR東日本）的羽越本線車站。

## 歷史
- 1921年（大正10年）11月15日：國鐵陸羽西線吹浦至象潟之間開通，此站啟用，當時位於由利郡（日语：由利郡）上濱村（日语：上浜村）[1]。
- 1924年（大正13年）4月20日：陸羽西線鼠關站至羽後岩谷站之間編入至羽越線。
- 1925年（大正14年）11月20日：隨著支線與赤谷線啟用，羽越線改名為羽越本線。
- 1972年（昭和47年）10月1日：成為簡易委託車站[2]。
- 1987年（昭和62年）4月1日：伴隨國鐵分割民營化，車站由東日本旅客鐵道（JR東日本）營運。
- 2010年（平成22年）4月1日：管理站由象潟站改為羽後本莊站。
- 2015年（平成27年）11月1日：成為無人車站。

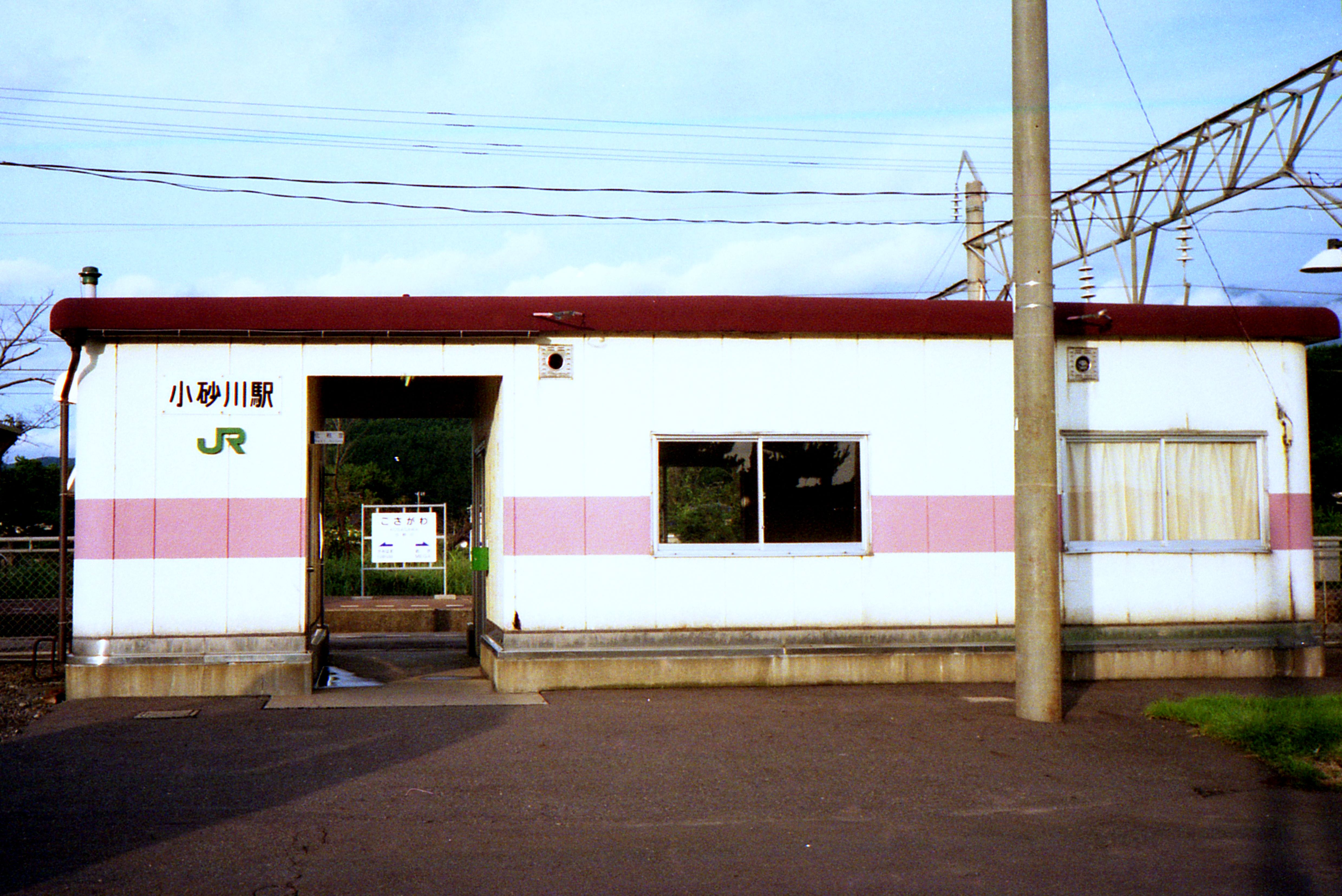
翻新前的站房（1995年8月）

## 車站構造
此站是地面車站，設有2面2線的相對式月台，各月台之間透過跨線橋連接。此站過去設有2面3線的月台，後來舊3號月台的路軌與架空電纜均撒走。此站是由羽後本莊站管理的無人車站。站房位於車站西邊，鄰接舊國道。

### 月台
| 月台 | 路線      | 上下行 | 方向     |
| ---- | --------- | ------ | -------- |
| 1    | ■羽越本線 | 下行   | 秋田方向 |
| 2    | ■羽越本線 | 上行   | 酒田方向 |

參考

## 使用狀況
以下列出2000年度（平成12年度）- 2014年度（平成26年度）乘車人次的變化：
| 年度               | 1日平均 乘車人次 | 參考資料        |
| ------------------ | ---------------- | --------------- |
| 2000年（平成12年） | 118              | [ 利用客数 1 ]  |
| 2001年（平成13年） | 105              | [ 利用客数 2 ]  |
| 2002年（平成14年） | 84               | [ 利用客数 3 ]  |
| 2003年（平成15年） | 57               | [ 利用客数 4 ]  |
| 2004年（平成16年） | 58               | [ 利用客数 5 ]  |
| 2005年（平成17年） | 53               | [ 利用客数 6 ]  |
| 2006年（平成18年） | 42               | [ 利用客数 7 ]  |
| 2007年（平成19年） | 38               | [ 利用客数 8 ]  |
| 2008年（平成20年） | 34               | [ 利用客数 9 ]  |
| 2009年（平成21年） | 37               | [ 利用客数 10 ] |
| 2010年（平成22年） | 32               | [ 利用客数 11 ] |
| 2011年（平成23年） | 26               | [ 利用客数 12 ] |
| 2012年（平成24年） | 28               | [ 利用客数 13 ] |
| 2013年（平成25年） | 34               | [ 利用客数 14 ] |
| 2014年（平成26年） | 29               | [ 利用客数 15 ] |

## 車站周邊
- 小砂川海灘
- 上濱郵局
- 國道7號（小砂川繞道）
- 羽後交通「小砂川站前」巴士站

## 相鄰車站
東日本旅客鐵道
■羽越本線
吹浦－女鹿（※）－小砂川－上濱
（※）部分普通列車不停女鹿站。

## 注腳

### 使用狀況
1. ↑  . 東日本旅客鉄道.   [2019-02-27]. （原始内容存档于2018-02-13） （日语）.
2. ↑  . 東日本旅客鉄道.   [2019-02-27]. （原始内容存档于2019-04-02） （日语）.
3. ↑  . 東日本旅客鉄道.   [2019-02-27]. （原始内容存档于2019-04-02） （日语）.
4. ↑  . 東日本旅客鉄道.   [2019-02-27]. （原始内容存档于2019-04-02） （日语）.
5. ↑  . 東日本旅客鉄道.   [2019-02-27]. （原始内容存档于2019-04-02） （日语）.
6. ↑  . 東日本旅客鉄道.   [2019-02-27]. （原始内容存档于2017-08-08） （日语）.
7. ↑  . 東日本旅客鉄道.   [2019-02-27]. （原始内容存档于2019-03-27） （日语）.
8. ↑  . 東日本旅客鉄道.   [2019-02-27]. （原始内容存档于2017-08-08） （日语）.
9. ↑  . 東日本旅客鉄道.   [2019-02-27]. （原始内容存档于2019-04-02） （日语）.
10. ↑  . 東日本旅客鉄道.   [2019-02-27]. （原始内容存档于2019-04-02） （日语）.
11. ↑  . 東日本旅客鉄道.   [2019-02-27]. （原始内容存档于2016-03-27） （日语）.
12. ↑  . 東日本旅客鉄道.   [2019-02-27]. （原始内容存档于2019-03-26） （日语）.
13. ↑  . 東日本旅客鉄道.   [2019-02-27]. （原始内容存档于2019-04-02） （日语）.
14. ↑  . 東日本旅客鉄道.   [2019-02-27]. （原始内容存档于2016-03-04） （日语）.
15. ↑  . 東日本旅客鉄道.   [2019-02-27]. （原始内容存档于2019-03-26） （日语）.

## 外部連結
- 車站資訊（小砂川）：東日本旅客鐵道（日語）